# Kotenna
Koordinaten: 37° 2′ N, 31° 38′ O
Kotenna (altgriechisch Κότεννα) war eine antike Stadt im Osten der kleinasiatischen Landschaft Pamphylien (manchmal auch zu Pisidien gezählt) beim heutigen Menteşbey im Bezirk Akseki der türkischen Provinz Antalya. Die Lokalisierung ist aufgrund einer dort gefundenen Inschrift und des früheren Ortsnamens Gödene, der auf den antiken Namen zurückgeht, gesichert. Ein Katenneis genannter Stamm ist für die Region nördlich von Side und Aspendos bezeugt; auf ihn könnte die Stadt zurückgehen.
Kotenna wird erst in der Spätantike in literarischen Quellen erwähnt, bestand aber nach Ausweis der Inschriften spätestens seit dem 2. Jahrhundert n. Chr. als Stadt. Es bildete eine Gemeinschaft (Sympolitie) mit dem westlichen Nachbarort Erymna. Auf ein spätantikes Bistum der Stadt geht das Titularbistum Cotenna der römisch-katholischen Kirche zurück. Einziger nennenswerter archäologischer Überrest ist die Stadtmauer.